# Na-Ga
Na-Ga （なが，1月28日—）是遊戲、漫畫的原畫家，現時Key所屬。於廣島縣出身，神奈川縣長大，身高173cm。筆名的由來是真名的一部份。

## 經歷
- 高中時對電腦遊戲業界有興趣，因為看到Tactics招募插畫的海報而入職。由於入職時只是高中生而受到注目。其後加入Key，Key當時正在製作AIR。
- 與麻枝准和電擊G's magazine合作製作Angel Beats!，負責角色設計。
- 參加了一個叫「from-D」的同人團體。
- 最初以電腦的16色繪畫，現在是用Too COPIC（一種繪圖用麥克筆）繪畫。
- 在2009年3月，一件畫有Little Busters!男主角直枝理樹的Na-Ga親筆簽名T恤被放到雅虎日本上拍賣，開始時的價格只是500日元，但最終成交價達200萬日元以上[1]。而那件T恤是在Key十周年活動「KEY 10th MEMORIAL FES,」時創作的。

## 原畫擔當作品
- Little Busters!
- Little Busters!EX
- Kud Wafter
- Summer Pockets

## 插畫擔當作品
- Sweet Days

Key
- AIR
- CLANNAD
- 智代After ～It's a Wonderful Life～
- Little Busters!
- Little Busters!EX
- Kud Wafter
- Rewrite
- Summer Pockets

## 動畫
- 我的妹妹哪有這麼可愛！ 第3話片尾插圖
- Angel Beats!（角色原案）
- Charlotte（角色原案）
- 天籟人偶 灰櫻、遠間凪( 角色原案 )

## 外部連結
- （日語）